# Benjamin Jacobus van Oeveren
Benjamin Jacobus van Oeveren (Ouwerkerk, 4 december 1886 – Oostburg, 22 december 1975) was een Nederlands politicus van de CHU. 
Hij werd geboren als zoon van Johannes van Oeveren (landbouwer) en Jannetje de Witte. Hij volgde in 1911 A. Boers op als gemeentesecretaris van Bruinisse. Van Oeveren werd in 1939 benoemd tot burgemeester van Poortvliet. Hij ging in 1952 met pensioen en overleed in 1975 op 89-jarige leeftijd. 